# ثنائي كيتون

ثنائي الأسيتيل هو أبسط ثنائي كيتون.

ثنائي الكيتون (أو الدايون dione) ه مركب كيميائي عضوي يحوي على مجموعتي كيتون في البنية الكيميائية للجزيء. أبسط ثنائيات الكيتون هو مركب ثنائي الأسيتيل، والذي يعرف أيضاً باسم 3،2-بوتانديون.

## الأنواع
يمكن التمييز بين عدة أصناف لثنائيات الكيتون حسب عدد ذرات الكربون الفاصلة بين مجموعتي الكربونيل وهي
- 2،1-ثنائي الكيتون؛ مثال: ثنائي الأسيتيل
- 3،1-ثنائي الكيتون؛ مثال: أسيتيل الأسيتون
- 4،1-ثنائي الكيتون؛ مثال: هكسان-5،2-ديون

كما يعد مركب ديميدون Dimedone مثالاً على مركب ثنائي كيتون حلقي.

## اقرأ أيضاً
- كيتون